# خايرو أرياس
خايرو أرياس (بالإسبانية: Jairo Arias)‏ (2 نوفمبر 1938 بكولومبيا - ) هو لاعب كرة قدم كولومبي في مركز الهجوم، شارك في كأس العالم 1962. وشارك مع منتخب كولومبيا لكرة القدم. أما مع النوادي، فقد لعب مع أتلتيكو ناسيونال وأونس كالداس وإنديبنديينتي سانتا في ويونيون ماغدالينا.

## وصلات خارجية
- خايرو أرياس على موقع الاتحاد الدولي (مؤرشف)  (الإنجليزية)
- خايرو أرياس على موقع قاعدة بيانات كرة القدم.إي يو (الإنجليزية)
- خايرو أرياس على موقع ناشيونال فوتبول تيمز (الإنجليزية)
- خايرو أرياس على موقع عالم كرة القدم.نت (الإنجليزية)